# Philippe Chiappe
Philippe Chiappe (Caudebec-en-Caux, 21 novembre 1963) è un pilota motonautico francese.

## Biografia
Philippe Chiappe è il due volte campione del mondo e uno dei soli quattro piloti a vincere due titoli consecutivi all'età di 32 anni. Ha iniziato la sua carriera di pilota di Formula uno F1H2O per la prima volta a Sharjah nel 2002 e gareggiato in oltre 80 gare e 11 stagioni prima di ottenere la sua prima vittoria a Kiev nel Gran Premio d'Ucraina nel 2013. Il suo primo podio è stato a San Pietroburgo, in Russia nel 2009, la sua prima pole position ad Abu Dhabi nel 2014. Dalla sua prima vittoria a Kiev nel 2013 ha conseguito una serie di vittorie che lo hanno portato in vetta alle classifiche dei mondiali degli anni successivi. Ha vinto il campionato Endurance francese due volte ed è un vincitore multiplo del classico Rouen 24 ore.

## Palmarès

### Campionati del mondo diF1H2O
- 2016 – 1º classificato;
- 2015 – 1º classificato;
- 2014 – 1º classificato;
- 2013 – 3º classificato;
- 2012 – 2º classificato;
- 2011 – 5º classificato;
- 2010 – 8º classificato;
- 2009 – 8º classificato;
- 2008 – 7º classificato;
- 2007 – 8º classificato;
- 2006 – 11º classificato;

### 24 Ore di Rouen
- 2015 – Vincitore
- 2014 – Vincitore
- 2013 – Vincitore